# 截尾刺長小蠹
截尾刺長小蠹（学名：Diapus truncatus）为長小蠹蟲科刺長小蠹屬下的一个种。